# Aleksej Drozdov
Aleksej Vasil'evič Drozdov (in russo Алексей Васильевич Дроздов?; Klincy, 3 dicembre 1983) è un multiplista russo.

## Palmarès
| Anno | Manifestazione   | Sede       | Evento    | Risultato | Prestazione | Note                          |
| ---- | ---------------- | ---------- | --------- | --------- | ----------- | ----------------------------- |
| 2003 | Europei under 23 | Bydgoszcz  | Decathlon | 8º        | 7348 p.     |                               |
| 2005 | Europei under 23 | Erfurt     | Decathlon | Oro       | 8196 p.     |                               |
| 2005 | Mondiali         | Helsinki   | Decathlon | 10º       | 8038 p.     |                               |
| 2006 | Europei          | Göteborg   | Decathlon | Bronzo    | 8350 p.     |                               |
| 2007 | Mondiali         | Osaka      | Decathlon | 4º        | 8475 p.     | Miglior prestazione personale |
| 2008 | Giochi olimpici  | Pechino    | Decathlon | 12º       | 8154 p.     |                               |
| 2010 | Mondiali indoor  | Doha       | Eptathlon | Bronzo    | 6141 p.     |                               |
| 2010 | Europei          | Barcellona | Decathlon | 7º        | 8029 p.     |                               |
| 2011 | Mondiali         | Taegu      | Decathlon | 4º        | 8313 p.     |                               |